# 大湖産業
大湖産業株式会社（だいこさんぎょう）は、主に簾（すだれ）やウッドブラインド、ロールスクリーン製品などを製造するメーカー。本社は滋賀県東近江市種町に所在する。
ロールスクリーンは九州新幹線の車両『つばめ』にも採用されている。ななつぼし号の窓のすだれも、提供している。操作コードの無い、コードフリーコードレススクリーンとコードレスブラインドも販売している。

## 会社沿革
- 1969年4月 - 「琵琶湖製簾所」を設立。
- 1971年11月 - 滋賀県に大湖産業株式会社を設立。
- 1971年 - 神奈川県に藤沢営業所を開設。
- 1998年4月 - 滋賀県に配送センターを開設。
- 2024年1月　負債金額　3億5千万で倒産

## 所在地
- 本社 - 滋賀県東近江市種町
- 関東営業所 - 神奈川県藤沢市湘南台
- 配送センター - 滋賀県東近江市五個荘町

## 主な商品
- 簾（すだれ）
- ウッドブラインド
- ウッドスクリーン
- ウッドカーテン
- 麻スクリーン
- バンブースクリーン
- バンブーカーテン
- 紙スクリーン
- スモークスクリーン
- パーティション
- 天然すだれ
- 御簾

など